# Strumień pola magnetycznego
Strumień pola magnetycznego (strumień magnetyczny) – skalarna wielkość fizyczna opisująca pole magnetyczne zdefiniowana jako strumień pola z natężenia pola magnetycznego (H).
Strumień pola magnetycznego opisuje prawo Gaussa dla magnetyzmu w próżni:
{\displaystyle \Phi _{H}=\oint \limits _{S}{\vec {H}}\cdot d{\vec {S}},}
gdzie:
{\displaystyle H} – natężenie pola magnetycznego,
Jednostką strumienia pola magnetycznego z natężenia pola magnetycznego jest amper razy metr (A·m).